# Apito

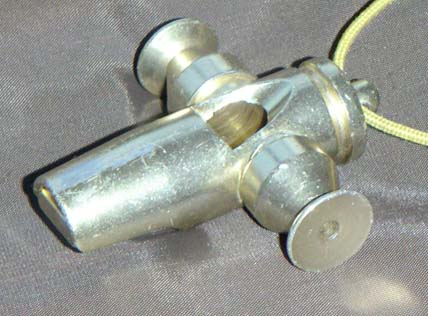
apito de metal usado no samba

O apito é um instrumento de sopro utilizado tanto para música, sinalização desportiva e de trânsito como também para sinalização de emergência. O som é produzido pela vibração do ar ao passar por uma aresta. Era tradicionalmente feito de madeira, mas hoje usam-se apitos feitos de metais como o bronze. Alguns apitos têm buracos nos lados que são cobertos com os dedos para produzir diferentes tons. O executante pode controlar ainda a duração e a intensidade do som.
Na música, é utilizado principalmente no samba. O apito é usado tanto para tocar padrões rítmicos assim como para anunciar uma nova seção, o começo, ou o final de uma música. Em uma escola de samba o mestre de bateria é o responsável por esses sinais. Para ele, o apito - juntamente com o repinique - funciona como a batuta de um mestre de ópera. O apito é capaz de produzir sons fortes e fracos, longos e curtos, abertos e fechados, e todos são usados para adicionar variedade e cores aos padrões tocados. Ele também pode tocar um padrão repetitivo que funciona como parte do conjunto do grupo rítmico.

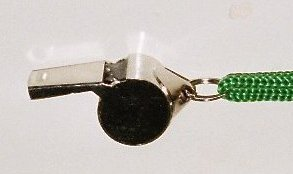
apito metálico usado na sinalização esportiva e de trânsito

Por seu grande volume sonoro, o apito pode ser usado em diversas outras funções de sinalização. Os guardas de trânsito podem utilizá-los para controlar o tráfego em cruzamentos. Também podem ser usados em ferrovias, navios e ambientes industriais ruidosos, como forma de sinalização de segurança a longa distância.
Em situações de emergência o apito pode ser utilizado para chamar a atenção da equipe de resgate ou do grupo de pessoas que estão na excursão. Em coletes salva-vidas de embarcações náuticas é comum ter um apito fixado em uma área do colete de fácil acesso.

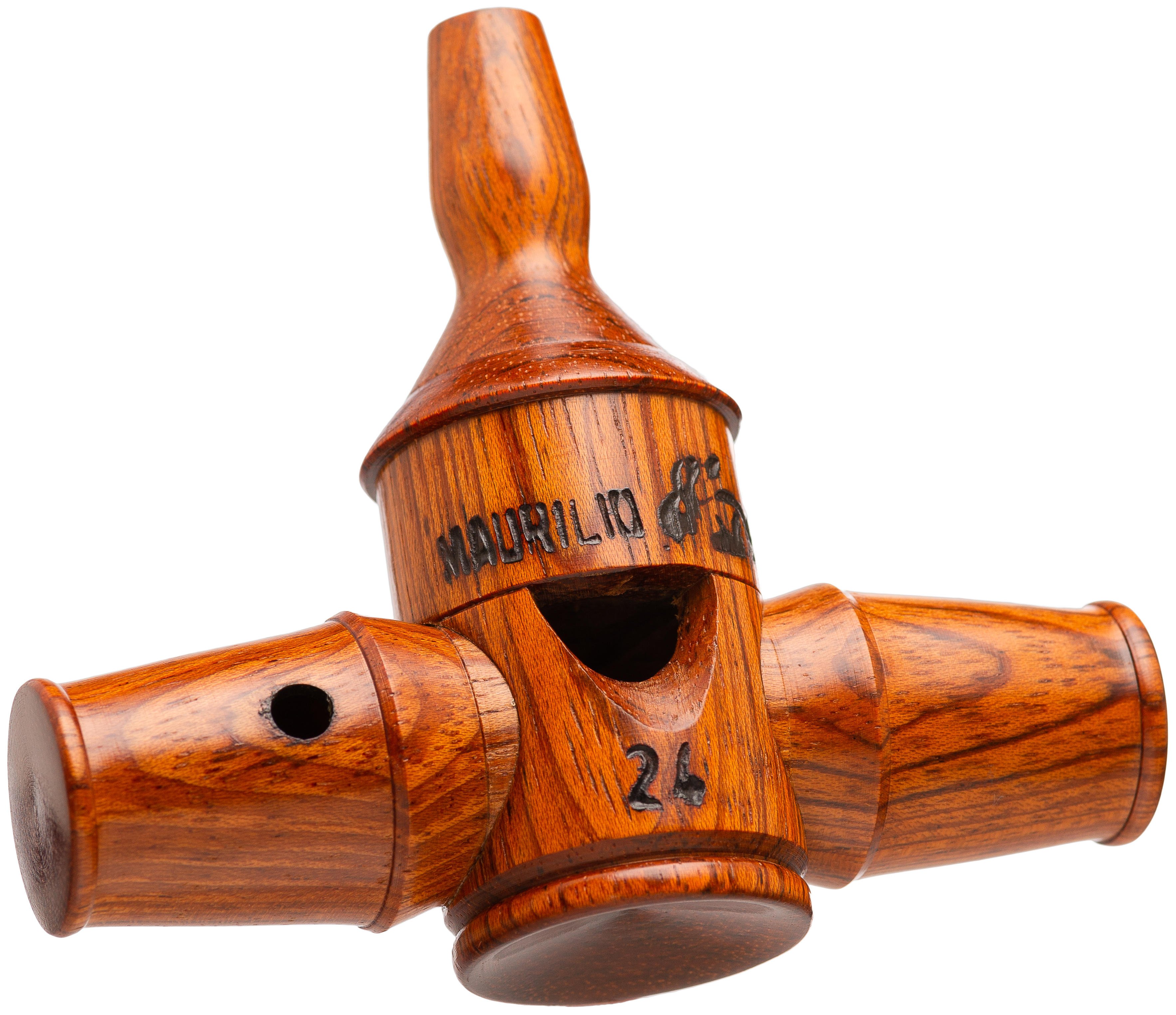
Apito de pássaros

Outro uso é na marcação e sinalização de faltas e erros ou para autorizar o início de jogadas em esportes de quadra ou de campo (Handebol, Voleibol, Futebol, Futsal, etc). A duração, a altura e o número de silvos indicam e sinalizam as falhas.
Existem ainda apitos capazes de imitar o canto de diversos pássaros. Em geral são chamados de pios e são utilizados para atrair pássaros para observação ou em caça. Há um mito à respeito dos efeitos sonoros do apito no corpo humano, em que alegam que o mesmo pode prejudicar a audição, porém, devido à sua frequência sonora (x < 2314 Hz), não pode provocar danos à audição humana. Além do fato que, mesmo produzindo sons com 150 Db, não podem deslocar vibrativamente uma quantidade significativa de ar, assim impossibilitando que danos reais possam ocorrer.